# Ed Lauter
Edward Matthew Lauter Jr, més conegut com a Ed Lauter, (Long Beach, 30 d'octubre de 1938 − Los Angeles, 16 d'octubre de 2013) va ser un actor estatunidenc. Va aparèixer en més de 200 pel·lícules i episodis de sèries de televisió en una carrera que va abastar més de 40 anys.

## Primers anys
Lauter va néixer i va créixer a Long Beach, Nova York, fill d'Edward Matthew Lauter i Sally Lee, una actriu i ballarina de Broadway dels anys 20. Era d'ascendència alemanya i irlandesa.
Després d'acabar l'institut, es va especialitzar en literatura anglesa a la universitat i es va llicenciar el 1961 al campus C.W. Post de la Universitat de Long Island. Mentre estudiava, va jugar al bàsquet.

## Carrera
El seu primer paper com a actor va ser una petita part en la producció de Broadway de The Great White Hope, un drama de boxa, el 1968. Abans d'això, era un comediant. El seu debut com a actor a la pantalla va ser en un episodi de 1971 de la sèrie de televisió Mannix. El seu primer paper al cinema va ser al western Dirty Little Billy el 1972.
Com a actor de reaprtiment, Lauter era conegut pel seu 1,90 m d'estatura i el seu aspecte calb. Va actuar al costat de Bruce Dern, Barbara Harris, Karen Black i William Devane a l'última pel·lícula d'Alfred Hitchcock, Family Plot. Hitchcock va quedar impressionat per Lauter i li va demanar que interpretés un paper important al thriller romàntic d'espionatge que planejava com la seva propera pel·lícula; el deteriorament de la salut del director i la seva posterior mort el 1980 van fer que The Short Night mai arribés a produir-se.
Lauter va aparèixer en moltes pel·lícules, incloent mitja dotzena només el 1972. Entre els seus papers cinematogràfics més destacats es troben The Longest Yard (també conegut com The Mean Machine) (1974), King Kong (1976), Màgic (1978), Cacera a mort (1981), Timerider (1982), Cujo (1983), El justicier de la nit (1985), El meu estimat mafiós (1990), The Rocketeer (1991), Seraphim Falls (2006) i The Artist (2011).
Les aparicions televisives de Lauter inclouen el paper del xèrif malvat Martin Stillman a la sèrie de televisió La conquesta de l'Oest, i actuacions com a convidat a The New Land, Psych, The X-Files (com l'heroi de la infància de Mulder, el Coronel Marcus Aurelius Belt a l'episodi de la primera temporada "Space"), The Streets of San Francisco (en l'episodi de debut de la sèrie), Kojak, The A-Team, Miami Vice (temporada 3, episodi 6 Shadow in the Dark), Magnum, P.I. (episodi Operation Silent Night), Booker, Charmed, Highlander: The Series, Law & Order, Star Trek: La nova generació (com el tinent comandant Albert a l'episodi de la 5a temporada "The First Duty"), The Equalizer, The Waltons, i ER (amb un paper recurrent com el capità de bombers Dannaker).

## Mort
El 16 d'octubre del 2013, dues setmanes abans de complir 75 anys, Lauter va morir de mesotelioma, una forma rara de càncer, que li va ser diagnosticat cinc mesos abans, al maig.

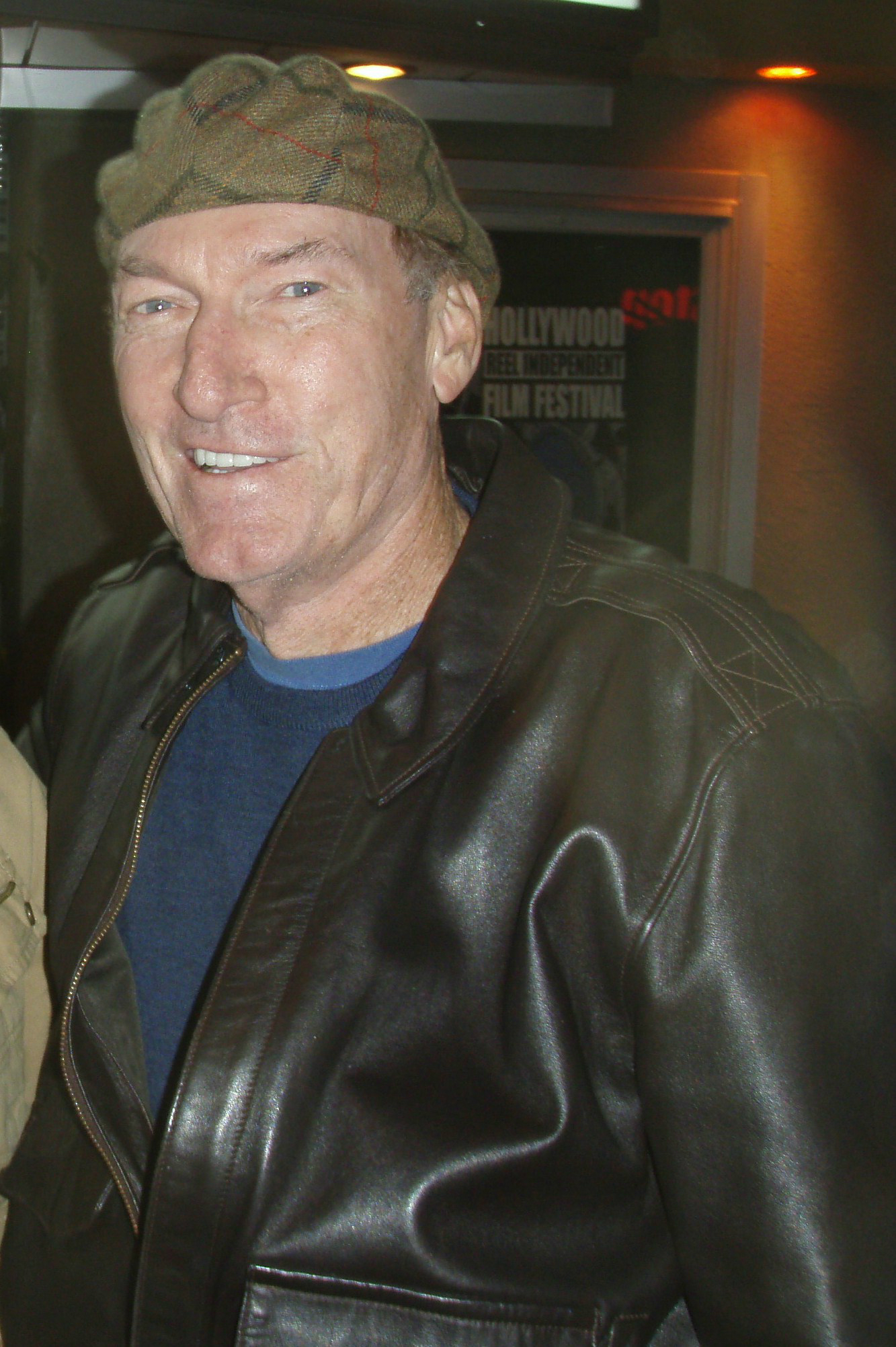
Ed Lauter el 2011.

Després de la seva mort, la família de Lauter va presentar una demanda per homicidi involuntari contra moltes empreses conegudes de radiodifusió, automoció i fabricació per exposar Lauter a l'amiant, cosa que va provocar la seva mort. La demanda al·lega que Lauter va estar exposat a l'amiant en diversos estudis cinematogràfics i platós de rodatge al llarg dels seus 40 anys de carrera com a actor a Los Angeles. La demanda seguia pendent a finals de 2020.
Casat cinc vegades, segueixen vius la seva cinquena esposa, Mia Lauter, i els seus quatre fills de matrimonis anteriors. Va continuar treballant fins a uns mesos abans de la seva mort, completant papers en diverses pel·lícules que encara no s'havien estrenat després de la seva mort.
En honor a la feina, s'ha creat la Fundació Ed Lauter, que concedirà una beca anual a joves aspirants a actors.

## Filmografia
Filmografia:
- 1972: El desafiament dels set magnífics (The Magnificent Seven Ride!)
- 1972: Els nous centurions (The New Centurions)
- 1972: Bad Company
- 1972: Rage
- 1973: Acció executiva
- 1974: L'home de mitjanit (The Midnight Man)
- 1974: The Longest Yard
- 1975: Nevada exprés
- 1975: French Connection II
- 1976: King Kong
- 1976: Family Plot, la trama
- 1977: The White Buffalo
- 1979: Undercover with the KKK (telefilm)
- 1979: B. J. and the Bear (sèrie de televisió)
- 1979: The Misadventures of Xèrif Llop (telefilm)
- 1980: Loose Shoes
- 1981: Cacera a mort (Death Hunt)
- 1981: The Amateur
- 1982: Timerider: The Adventure of Lyle Swann
- 1983: Cujo
- 1983: Eureka
- 1984: Lassiter
- 1985: El justicier de la nit (Death Wish II)
- 1985: Escola de genis (Real Genius)
- 1985: Les noies només s'ho volen passar bé (Girls Just Want to Have Fun)
- 1986: Raw Deal
- 1986: Youngblood
- 1986: The Last Days of Patton ... tv film
- 1987: Revenge of the Nerds II: Nerds in Paradise
- 1989: Born on the Fourth of July
- 1990: El meu estimat mafiós (My Blue Heaven)
- 1992: Judgement
- 1993: Extreme Justice
- 1993: Amor a boca de canó (True Romance)
- 1994: Caravana a l'est (Wagons East)
- 1995: Digital Man
- 1996: Mulholland Falls
- 1998: Top of the World
- 2000: Gentleman B.
- 2000: Tretze dies
- 2001: Farewell, My Love
- 2001: No és una altra estúpida pel·lícula americana (Not Another Teen Movie)
- 2003: Seabiscuit
- 2004: Art Heist
- 2005: The Longest Yard
- 2005: Justícia i venjança
- 2007: Camille
- 2007: A Modern Twain Story: The Prince and the Pauper
- 2008: Operation Shock and Awe
- 2009: Godspeed
- 2010: Taken by Force